# Leonard S. Echols

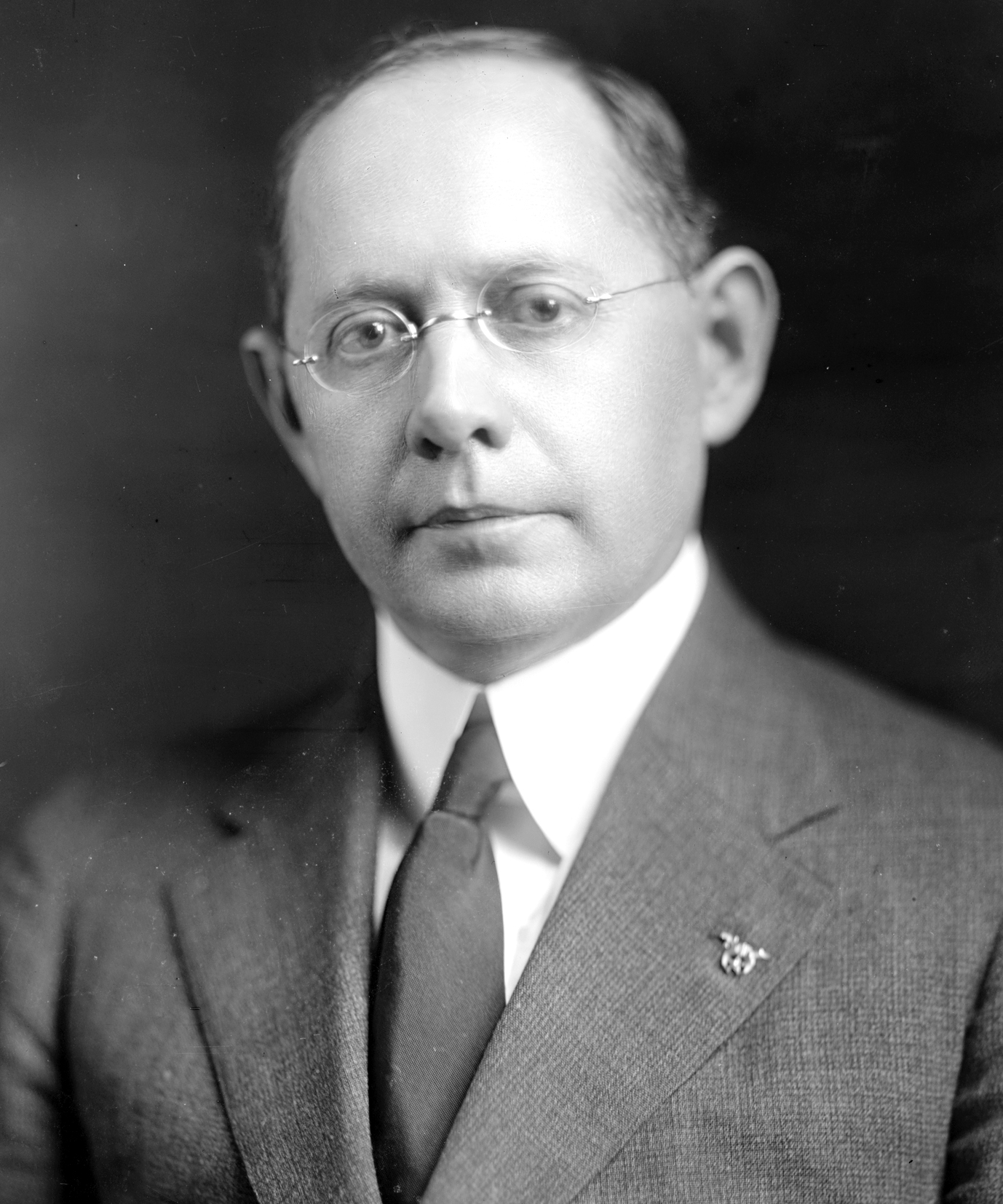
Leonard S. Echols

Leonard Sidney Echols (* 30. Oktober 1871 in Madison, West Virginia; † 9. Mai 1946 in Charleston, West Virginia) war ein US-amerikanischer Politiker. Zwischen 1919 und 1923 vertrat er den sechsten Wahlbezirk des Bundesstaates West Virginia im US-Repräsentantenhaus.

## Werdegang
Leonard Echols besuchte die öffentlichen Schulen seiner Heimat, danach bis 1894 die University of Kentucky in Kentucky und schließlich bis 1898 die Concord State Normal School in Athens (West Virginia). Nach einem Jurastudium an der Southern Normal University in Huntingdon (Tennessee) und seiner im Jahr 1900 erfolgten Zulassung als Rechtsanwalt begann er ab 1903 in Point Pleasant in seinem neuen Beruf zu arbeiten.
Von 1904 bis 1909 war Echols Bezirksstaatsanwalt im Mason County. Zwischen 1909 und 1919 amtierte er als stellvertretender Finanzminister (Assistant State Tax Commissioner) von West Virginia. Echols war Mitglied der Republikanischen Partei und wurde 1918 als deren Kandidat im sechsten Distrikt von West Virginia in das US-Repräsentantenhaus in Washington gewählt. Dort trat er am 4. März 1919 die Nachfolge des Demokraten Adam Brown Littlepage an. Nach einer Wiederwahl im Jahr 1920 konnte er bis zum 3. März 1923 zwei Legislaturperioden im Kongress absolvieren. Dort war er Vorsitzender des Ausschusses zur Kontrolle der Ausgaben des Marineministeriums. In dieser Zeit wurde der 20. Verfassungszusatz verabschiedet, der das bundesweite Frauenwahlrecht einführte.
Bei den Kongresswahlen der Jahre 1922 und 1924 unterlag Echols jeweils dem Demokraten J. Alfred Taylor. Zwischen 1923 und 1924 war er Mitglied eines Komitees, das das Finanzministerium kontrollierte. Im Jahr 1924 nahm er als Delegierter am Parteitag der Republikaner in West Virginia teil. Zwischen 1925 und 1928 leitete Echols die Poststelle in Charleston; danach war er wieder als Anwalt tätig. Außerdem arbeitete er als staatlicher Konkursverwalter. Er starb am 9. Mai 1946 in Charleston.